# WASP-11
WASP-11 är en dubbelstjärna belägen i den norra delen av stjärnbilden Väduren. Den har en kombinerad skenbar magnitud av ca 11,57 och kräver ett teleskop för att kunna observeras. Baserat på parallax enligt Gaia Data Release 2 på ca 8,0 mas, beräknas den befinna sig på ett avstånd på ca 408 ljusår (ca 125 parsek) från solen. Den rör sig bort från solen med en heliocentrisk radialhastighet på ca 5 km/s.

## Egenskaper
Primärstjärnan WASP-11 A är en orange till gul dvärgstjärna i huvudserien av spektralklass K3 V. Den har en beräknad massa som är ca 0,77 solmassor, en radie som är ca 0,74 solradier och har ca 0,28 gånger solens utstrålning av energi från dess fotosfär vid en effektiv temperatur av ca 4 900 K.
Följeslagaren, WASP-11 B, är en dvärgstjärna av spektraltyp M, med en projicerad separation av 42 AE. Den har en beräknad massa som är ca 0,34 solmassor och en effektiv temperatur av ca 3 500 K.

## Planetsystem
En halvjupiter exoplanet, WASP-11b/HAT-P-10b (WASP-11 A b/HAT-P-10 A b), upptäcktes vid primärstjärnan, oberoende av varandra, av ungerska Automated Telescope Network och Wide Angle Search for Planets-teamet som båda använde transitmetoden.
| Planet | Massa                  | Halv storaxel (AE)       | Siderisk omloppstid (d) | Excentricitet | Inklination | Radie       |
| ------ | ---------------------- | ------------------------ | ----------------------- | ------------- | ----------- | ----------- |
| b      | ≥0.532+0.020 −0.021M J | 0.04376+0.00071 −0.00067 | 3.7224793±0.0000007     | <0.03         | 89.03±0.34  | 0.990±0.022 |